# 美国陆军预备军官训练团第6旅
美国陆军预备军官训练团第6旅（英語：6th Reserve Officers' Training Corps Brigade），总部位于佐治亚州亨特陆军机场，负责管辖路易斯安那、密西西比、阿拉巴马、佐治亚、佛罗里达、波多黎各和维尔京群岛各大学的陆军预备军官训练团。

## 参考资料

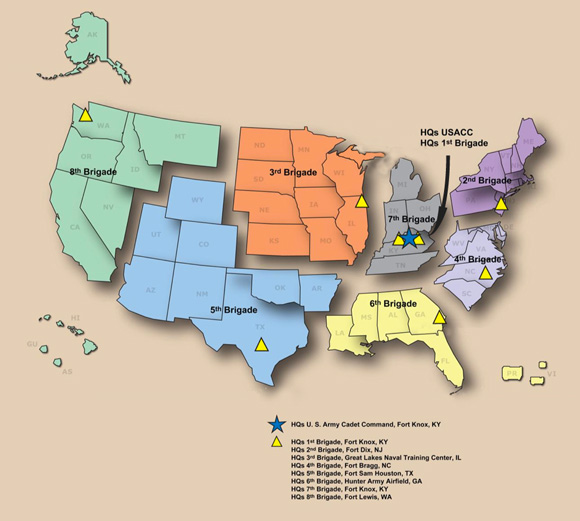
陆军预备军官训练团各旅分布图